# Fußball-Club Augsburg 1907 1996-1997
Questa voce raccoglie le informazioni riguardanti il Fußball-Club Augsburg 1907 nelle competizioni ufficiali della stagione 1996-1997.

## Stagione
Nella stagione 1996-1997 l'Augusta concluse il campionato di Regionalliga sud all'11º posto.

## Rosa
| N. |                     | Ruolo | Calciatore              |
| -- | ------------------- | ----- | ----------------------- |
|    | Germania (bandiera) | P     | Darius Kampa            |
|    | Nigeria (bandiera)  | D     | Donald Agu              |
|    | Germania (bandiera) | D     | Andreas Dörr            |
|    | Germania (bandiera) | C     | Manfred Burghartswieser |
|    | Germania (bandiera) | C     | Peter Gartmann          |

| N. |                     | Ruolo | Calciatore       |
| -- | ------------------- | ----- | ---------------- |
|    | Germania (bandiera) | C     | Frank Peuker     |
|    | Georgia (bandiera)  | C     | Besik Shengelia  |
|    | Slovenia (bandiera) | C     | Rajko Tavčar     |
|    | Serbia (bandiera)   | C     | Anđelko Urošević |
|    | Germania (bandiera) | A     | Dieter Eckstein  |

## Organigramma societario
Area tecnica
- Allenatore:
- Allenatore in seconda:
- Preparatore dei portieri:
- Preparatori atletici:
- Analisi video:

## Calciomercato

### Sessione estiva
| Acquisti | Acquisti         | Acquisti          | Acquisti |
| R.       | Nome             | da                | Modalità |
| -------- | ---------------- | ----------------- | -------- |
| C        | Rajko Tavčar     | TSV Ottobrunn     |          |
| C        | Anđelko Urošević | Wacker Burghausen |          |

| Cessioni | Cessioni         | Cessioni         | Cessioni |
| R.       | Nome             | a                | Modalità |
| -------- | ---------------- | ---------------- | -------- |
| D        | Jürgen Haller    | TSV Aindling     |          |
| C        | Goran Jerković   | Schwaben Augusta |          |
| C        | Christian Lutz   | Türk SV Monaco   |          |
| D        | Christoph Merkle | TSV Aindling     |          |
| C        | Thomas Motzke    | Greuther Fürth   |          |

## Risultati

### Regionalliga

#### Girone di andata
| 3 agosto 1996, ore 15:00 CEST 1ª giornata | Augusta | 4 – 0 | Karlsruhe II |  |

| 16 agosto 1996, ore 18:30 CEST 2ª giornata | Ditzingen | 2 – 2 | Augusta |  |

| 24 agosto 1996, ore 14:30 CEST 3ª giornata | Augusta | 0 – 0 | Wacker Burghausen |  |

| 30 agosto 1996, ore 18:00 CEST 4ª giornata | Quelle Fürth | 1 – 0 | Augusta |  |

| 7 settembre 1996, ore 14:30 CEST 5ª giornata | Augusta | 0 – 2 | Norimberga |  |

| 14 settembre 1996, ore 15:00 CEST 6ª giornata | VfR Mannheim | 0 – 0 | Augusta |  |

| 21 settembre 1996, ore 14:30 CEST 7ª giornata | Augusta | 0 – 0 | Borussia Fulda |  |

| 28 settembre 1996, ore 14:30 CEST 8ª giornata | Egelsbach | 2 – 5 | Augusta |  |

| 5 ottobre 1996, ore 15:00 CEST 9ª giornata | Hessen Kassel | 1 – 0 | Augusta |  |

| 12 ottobre 1996, ore 14:30 CEST 10ª giornata | Augusta | 0 – 2 | Reutlingen |  |

| 19 ottobre 1996, ore 15:00 CEST 11ª giornata | Ludwigsburg | 3 – 1 | Augusta |  |

| 26 ottobre 1996, ore 14:30 CEST 12ª giornata | Augusta | 2 – 2 | Weismain |  |

| 2 novembre 1996, ore 14:00 CET 13ª giornata | Greuther Fürth | 1 – 0 | Augusta |  |

| 16 novembre 1996, ore 14:30 CET 14ª giornata | Augusta | 2 – 0 | Ulma |  |

| 24 novembre 1996, ore 15:00 CET 15ª giornata | Bayern Monaco II | 2 – 2 | Augusta |  |

| 30 novembre 1996, ore 14:30 CET 16ª giornata | Augusta | 1 – 2 | Neukirchen |  |

| 7 dicembre 1996, ore 15:00 CET 17ª giornata | Darmstadt | 2 – 3 | Augusta |  |

#### Girone di ritorno
| 23 febbraio 1997, ore 15:00 CET 18ª giornata | Karlsruhe II | 0 – 1 | Augusta |  |

| 1º marzo 1997, ore 15:00 CET 19ª giornata | Augusta | 1 – 1 | Ditzingen |  |

| 8 marzo 1997, ore 15:00 CET 20ª giornata | Wacker Burghausen | 3 – 1 | Augusta |  |

| 15 marzo 1997, ore 15:00 CET 21ª giornata | Augusta | 1 – 1 | Quelle Fürth |  |

| 22 marzo 1997, ore 14:30 CET 22ª giornata | Norimberga | 2 – 1 | Augusta |  |

| 27 marzo 1997, ore 19:00 CET 23ª giornata | Augusta | 2 – 1 | VfR Mannheim |  |

| 5 aprile 1997, ore 14:00 CEST 24ª giornata | Borussia Fulda | 1 – 4 | Augusta |  |

| 12 aprile 1997, ore 14:30 CEST 25ª giornata | Augusta | 3 – 0 | Egelsbach |  |

| 19 aprile 1997, ore 15:00 CEST 26ª giornata | Augusta | 1 – 1 | Hessen Kassel |  |

| 26 aprile 1997, ore 15:00 CEST 27ª giornata | Reutlingen | 5 – 1 | Augusta |  |

| 3 maggio 1997, ore 15:00 CEST 28ª giornata | Augusta | 4 – 0 | Ludwigsburg |  |

| 10 maggio 1997, ore 14:30 CEST 29ª giornata | Weismain | 2 – 0 | Augusta |  |

| 17 maggio 1997, ore 15:00 CEST 30ª giornata | Augusta | 0 – 2 | Greuther Fürth |  |

| 23 maggio 1997, ore 19:00 CEST 31ª giornata | Ulma | 5 – 1 | Augusta |  |

| 29 maggio 1997, ore 15:00 CEST 32ª giornata | Augusta | 1 – 1 | Bayern Monaco II |  |

| 1º giugno 1997, ore 15:00 CEST 33ª giornata | Neukirchen | 3 – 2 | Augusta |  |

| 7 giugno 1997, ore 15:00 CEST 34ª giornata | Augusta | 0 – 0 | Darmstadt |  |

## Statistiche

### Statistiche di squadra
| Competizione     | Punti | In casa | In casa | In casa | In casa | In casa | In casa | In trasferta | In trasferta | In trasferta | In trasferta | In trasferta | In trasferta | Totale | Totale | Totale | Totale | Totale | Totale | DR |
| Competizione     | Punti | G       | V       | N       | P       | Gf      | Gs      | G            | V            | N            | P            | Gf           | Gs           | G      | V      | N      | P      | Gf     | Gs     | DR |
| ---------------- | ----- | ------- | ------- | ------- | ------- | ------- | ------- | ------------ | ------------ | ------------ | ------------ | ------------ | ------------ | ------ | ------ | ------ | ------ | ------ | ------ | -- |
| Regionalliga sud | 38    | 17      | 5       | 8       | 4       | 22      | 15      | 17           | 4            | 3            | 10           | 24           | 35           | 34     | 9      | 11     | 14     | 46     | 50     | -4 |
| Totale           | 38    | 17      | 5       | 8       | 4       | 22      | 15      | 17           | 4            | 3            | 10           | 24           | 35           | 34     | 9      | 11     | 14     | 46     | 50     | -4 |

### Andamento in campionato
| Giornata  | 1 | 2 | 3 | 4  | 5  | 6  | 7  | 8 | 9  | 10 | 11 | 12 | 13 | 14 | 15 | 16 | 17 | 18 | 19 | 20 | 21 | 22 | 23 | 24 | 25 | 26 | 27 | 28 | 29 | 30 | 31 | 32 | 33 | 34 |
| --------- | - | - | - | -- | -- | -- | -- | - | -- | -- | -- | -- | -- | -- | -- | -- | -- | -- | -- | -- | -- | -- | -- | -- | -- | -- | -- | -- | -- | -- | -- | -- | -- | -- |
| Luogo     | C | T | C | T  | C  | T  | C  | T | T  | C  | T  | C  | T  | C  | T  | C  | T  | T  | C  | T  | C  | T  | C  | T  | C  | C  | T  | C  | T  | C  | T  | C  | T  | C  |
| Risultato | V | N | N | P  | P  | N  | N  | V | P  | P  | P  | N  | P  | V  | N  | P  | V  | V  | N  | P  | N  | P  | V  | V  | V  | N  | P  | V  | P  | P  | P  | N  | P  | N  |
| Posizione | 3 | 4 | 9 | 11 | 12 | 12 | 12 | 9 | 11 | 11 | 13 | 12 | 13 | 12 | 11 | 12 | 11 | 11 | 10 | 10 | 11 | 11 | 11 | 9  | 9  | 9  | 9  | 9  | 9  | 9  | 9  | 10 | 10 | 11 |

Legenda:

Luogo: C = Casa; T = Trasferta. Risultato: V = Vittoria; N = Pareggio; P = Sconfitta.